# Zwartmaskersolitaire
De zwartmaskersolitaire (Myadestes melanops) is een zangvogel uit de familie Turdidae (lijsters).

## Verspreiding en leefgebied
Deze soort komt voor in Costa Rica en westelijk Panama.